# Aeroport Internacional de Carrasco

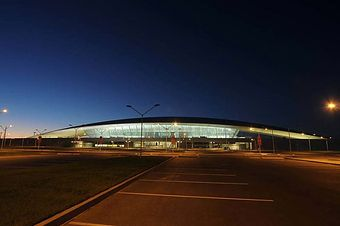
L'aeroport el 2009.

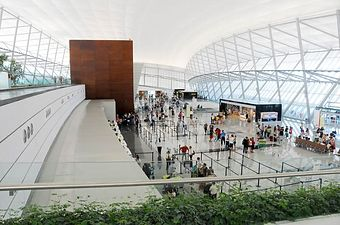
Zona de partides, 2010.

L'Aeroport Internacional de Carrasco General Cesáreo L. Berisso (IATA: MVD, OACI: SUMU) (conegut popularment en castellà com Aeropuerto Internacional de Carrasco) és l'aeroport principal i el més gran de l'Uruguai, servint de connexió amb la capital del país, la ciutat de Montevideo. Es troba al nord-oest de la Ciudad de la Costa, al departament de Canelones, i a tan sols 5 km de Montevideo. L'aeroport va servir a 1.236.415 passatgers el 2008, i s'estima que servirà a més d'1.500.000 de persones el 2010.
El 2003, el govern va transferir l'administració, operació i manteniment de l'aeroport a un grup privat d'inversors. Actualment, l'aeroport li cobra als usuaris una taxa d'embarcament.
El 3 de febrer de 2007, la construcció va començar a una nova terminal que es troba paral·lela a la pista d'aterratge 06/24. La nova terminal, dissenyada per l'arquitecte uruguaià Rafael Viñoly, té la capacitat de rebre 3 milions de turistes per any, incloent-hi una àrea més gran d'aparcament construïda per a 1.200 vehicles. La terminal té lloc per albergar fins a dues mànegues d'embarcament més, assolint 6 milions de passatgers per any abans que la construcció necessiti ser expandida. Aquesta nova terminal té quatre mànegues d'embarcament, plantes separades per arribades i partides, i una àrea gran de vistes a la planta superior. La nova terminal va ser inaugurada el 5 d'octubre del 2009 i les operacions oficials van començar el 29 de desembre d'aquell any. Una nova terminal de càrrega de US$7 milions de dòlars s'està construint.
La pista 06/24 ha estat millorada i allargada a 3.200 metres, la qual cosa permet a les aerolínies operar vols sense escales amb destinació EUA i Europa. La 01/19 es va allargar a 2.250 metres i la tercera pista (no gaire freqüentada) ha estat fora de servei des de la construcció de la nova terminal.

## Aerolínies i destinacions
| Aerolínies              | Destinació |
| ----------------------- | --- |
| Aerolíneas Argentinas   | Buenos Aires-Aeroparque |
| Aeromás                 | Paysandú, Rivera, Salto, Tacuarembó |
| Air Class Líneas Aéreas | Buenos Aires-Aeroparque |
| Austral Líneas Aéreas   | Buenos Aires-Aeroparque |
| American Airlines       | Miami, Buenos Aires-Ezeiza |
| Copa Airlines           | Ciutat de Panamà |
| Iberia LAE              | Madrid |
| Gol Transportes Aéreos  | Porto Alegre, São Paulo-Guarulhos |
| LAN Airlines            | Santiago de Xile |
| PLUNA                   | Asunción, Buenos Aires-Aeroparque, Bariloche 'seasonal', Córdoba, Curitiba, Florianópolis 'seasonal', Punta del Este, Rio de Janeiro-Galeão, Rosario, Santiago de Xile, São Paulo-Guarulhos, Porto Alegre |
| Regional Paraguaya      | Asunción |
| Sol Líneas Aéreas       | Buenos Aires-Aeroparque |
| TACA Peru               | Lima |
| TAM Brasil              | São Paulo-Guarulhos |
| TAM Mercosur            | Asunción, Punta del Este |

### Càrregues
- Air France (París-Charles de Gaulle)
- Lufthansa (Berlín)

## Estadístiques
| Trànsit         | 2008      | 2007      | 2006      | 2005      | 2004    | 2003    | 2002    | 2001    | 2000      |
| --------------- | --------- | --------- | --------- | --------- | ------- | ------- | ------- | ------- | --------- |
| Passatgers      | 1.236.415 | 1.168.199 | 1.102.299 | 1.061.337 | 996.106 | 834.515 | 835.203 | 948.745 | 1.012.219 |
| Càrrega (tones) | 24.700    | 24.633    | 24.712    | 26.149    | 25.445  | 23.097  | 20.237  | 25.929  | 20.644    |